# Николаев, Игорь Анатольевич
И́горь Анато́льевич Никола́ев (род. 18 июля 1961, Остров, Псковская область, РСФСР, СССР) — советский и российский театральный актёр, заслуженный артист Российской Федерации (2024).

## Биография
Родился в городе Острове Псковской области. В 1988 году окончил актёрское отделение Ленинградского государственного института культуры им. Н. К. Крупской, (курс В. М. Мультатули). В этом же году поступил в Великолукский драматический театр.
В театре сыграл десятки разноплановых, в том числе главных, ролей. В 2019 году спектакль «Гроза» в постановке И. Ротенберга с участием артиста вошёл в лонг-лист Российской национальной театральной премии «Золотая маска».
Преподавал в театральной студии. Снимался в авторском кино. В ряде спектаклей и фильмов был также художником по гриму.
Член Союза театральных деятелей РФ.
В 2024 году удостоен звания заслуженного артиста Российской Федерации. Нагрудный знак и удостоверение вручены во время торжественной церемонии во Пскове 19 июня 2024 г. губернатором Псковской области М. Ведерниковым.

## Избранная фильмография
- 2017 — «Ошибка гения» (реж. С. Полосков) — Демьян
- 2017 — «Инцидент с архивом Уральцева» (реж. С. Полосков) — Владимир Уральцев
- 2019 — «Экземпляр» (реж. С. Полосков) — Рогачёв
- 2023 — «Вой» (реж. А. Станкевич)

## Награды
- Почётные грамоты комитета Псковской области по культуре
- Призы театральных фестивалей
- Благодарность Министерства культуры РФ [1](2017)
- Почётное звание Заслуженный артист Российской Федерации (2024)[2][3]